# Yitzhak Orpaz-Auerbach
Pour les articles homonymes, voir Auerbach.
Yitzhak Orpaz-Auerbach (autres orthographes Itzhak ou Yitshak, Averbuch ou Aurerbach), né le 15 octobre 1921 à Zinkov, à l'époque en Union Soviétique, aujourd'hui en Ukraine, et décédé le 14 août 2015, est un écrivain israélien.

## Biographie
Né en Union Soviétique, Yitzhak Orpaz-Auerbach a passé son enfance, à partir de 1927, à Lipcani, à cette époque en Roumanie, aujourd'hui en Moldavie, sa famille ayant fui les pogroms pendant la guerre civile russe. En 1938, il a émigré en Palestine mandataire, dans la colonie de Magdiel. En 1942, il a appris la mort de ses parents et de sa sœur déportés dans un camp de travaux forcés en Transnistrie. Il a alors rejoint la Brigade juive au sein de l'Armée britannique. En 1946, de retour en Israël, il devint polisseur de diamants puis participa à la guerre israélo-arabe de 1948 en tant qu'officier d'artillerie. Il a servi longtemps dans l'armée, avant d'étudier, à partir de 1960, la philosophie et la littérature à l'Université de Tel Aviv, où il a vécu l'essentiel de sa vie, puis de devenir rédacteur au journal Al HaMishmar et de poursuivre sa carrière littéraire, qui lui a aussi valu de nombreux prix. Il a commencé en 1949 en écrivant une nouvelle pour le journal militaire Ba-Mahaneh. Pour lire sa nouvelle à la radio, on lui a demandé de changer son nom, Auerbach, qui sonnait « diaspora » pour le remplacer par sa version hébreuse, « Orpaz ». En 1982, l'auteur a rajouté son ancien nom de famille à son nom hébreu.

## Caractéristiques littéraires
Ses premiers récits ont été qualifiés de surréalistes : Fourmis décrit l'invasion de la maison de Yaacov et Rachel, qui passe sa vie sous la douche, par des fourmis envahissantes . La famille d'Orpaz-Auerbach était aussi hassidique, ce qui implique la connaissance d'un folklore à part, et des critiques ont relevé son influence sur l'auteur. La Mort de Lysanda traite ainsi d'un taxidermiste et de sa création, symbole de l'isolation, et certains de ses passages évoquent les Psaumes.
Vers le milieu des années 70, Yitzhak Orpaz-Auerbach est sorti d'Israël pour la première fois depuis la guerre, et a retrouvé le monde de la diaspora. Il a alors entre autres renoué avec le monde de son enfance, ainsi qu'avec la langue yiddish, voire avec une forme de réalisme ou d'autobiographie. Il a parfois été comparé pour cela à Aharon Appelfeld. Yitshak Korn illustre ce propos en décrivant un passage de La Rue Tomojenna, où l'auteur, en plein milieu d'un texte en hébreu, inspiré par une enfance en Bessarabie devenue mythique, cite un poème en yiddish.

## Œuvres
- Esev Pere [Herbe sauvage], nouvelles, Machbarot Lesifrut, 1959, réédition en 1979 ;
- Or Beʹad Or [Peau pour peau], roman, Massada,1962, réédition en 2016 ;
- Mot Lysanda, roman, Sifriat Poalim, 1964, traduit en français par Rosie Pinhas-Delpuech : La Mort de Lysanda, Paris, Liana Levi, 1988 ;
- Tzeyd Ha-Tzviya [La chasse à la biche], nouvelles, Daga, 1966 ;
- Nemalim, roman, Am Oved, 1969, réédition en 1981, traduit en français par Rosie Pinhas-Delpuech : Fourmis, Paris, Liana Levi, 1988, réédition en 2006 ;
- Masa Daniel [Le voyage de Daniel], roman, Am Oved, 1969, réédition en 2014 ;
- Shalosh Novelot [Trois nouvelles], nouvelles, qui regroupe Nemalim, Mot Lysanda, et Madrega Tzara ; cette dernière nouvelle ayant été traduite en français par Rosie Pinhas-Delpuech : Une marche étroite, Paris, Liana Levi, 1993 ; Sifriat Poalim, 1972 ;
- Ir She-Eyn Ba Mistor [Une ville sans abri], nouvelles, Hakibbutz Hameuchad, 1973 ;
- Bayit Le-Adam Echad [Une maison pour un], roman, Hakibbutz Hameuchad, 1975 ;
- Rechov Ha-Tomojenna, nouvelles, Hakibbutz Hameuchad, 1979, réédition en 1989, traduit en français par Rosie Pinhas-Delpuech et Michel Opatowski : La Rue Tomojenna, Paris, Liana Levi, 1990 ;
- Ha-Tzalyan Ha-Chiloni: Masa Al Heibet Echad Ba-Siporet Ha-Modernit [Le pèlerin séculier], essais, Hakibbutz Hameuchad, 1982 ;
- Ha-Gvira [La maîtresse], roman, Hakibbutz Hameuchad, 1983 ;
- Ha-Elem [Un traître charmant], roman, Am Oved, 1984 ;
- Ha-Kala Ha-Nitzchit, roman, Keter, 1987, traduit en français par Guy Séniak : La fiancée éternelle, Arles, Actes Sud, 1991 ;
- Ahavot Ktanot, Teirufim Ktanim [Amour et folies], nouvelles, Yedioth Ahronoth, 1992 ;
- Litzloach Et Ha-Mea [En croisière dans le siècle], poésies, Hakibbutz Hameuchad, 1993 ;
- Layla Be-Santa Paulina [Une nuit à Santa Paulina], nouvelles, Gvanim, 1997 ;
- Lifnei Ha-Raʹash [L'âge de la trahison], roman, trilogie, Hakibbutz Hameuchad, 1999 ;
- Ha-Ayin Ha-Shlishit [Le troisième œil], nouvelles, 2018 ;

## Prix littéraires
- Prix Miriam Talpir en 1969
- Prix Fichman en 1975
- Prix Bialik en 1986
- Prix Neuman en 1997
- Prix du premier ministre en 1976, 1999 et 2004
- Prix Israël en 2005[7]